# Tijerd
Tijerd (em persa: تيجرد, também romanizada como Tījerd; também conhecida como Tīcherd, Tījet e Tijird) é uma aldeia do distrito rural de Tirjerd, no condado de Abarkuh, na província de Yazd, Irã.